# Pedro Tellechea
Pedro Rafael Tellechea Ruiz (Caracas, Venezuela; 5 novembre 1975) est un militaire, homme politique et ingénieur en mécanique vénézuélien qui occupe les plus hauts gouvernementaux de ministre du Pétrole (« ministre du Pouvoir populaire du pétrole ») et président de Petróleos de Venezuela (PDVSA). En outre, il occupe la présidence de Petroquímica de Venezuela de 2020 à 2023,,,.
Également, parmi ses fonctions  figurent celles de directeur général de la coentreprise Metanol de Oriente, Metor S.A. et président de l’Industria Venezolana de Aluminio (CVG Venalum),.

## Biographie
Né à Caracas, il est le fils de José Rafael Tellechea Oranoz. Formé au lycée militaire Monseñor Jáuregui, La Grita (Táchira). En 1993, il entre à l' Académie militaire de l'armée bolivarienne (AMEB), où il reçoit en 1998 une licence en sciences et arts militaires au sein de la promotion « Coronel Vicente Campo Elías ». Après plusieurs années, il est promu au grade de  colonel dans l'Armée bolivarienne des Forces armées nationales bolivariennes (FANB),.
Entre 2002 et 2004, il suit une spécialisation en finances publiques à l'Université Santa María. De 2005 à 2007, il poursuit une maîtrise en opérations navales dans le cadre du cours postuniversitaire de l' Académie militaire de la Marine bolivarienne. De 2008 à 2013, il séjourne à Buenos Aires où il est envoyé pour étudier l’ingénieur mécanique spécialisée en armament à l’École supérieure technique de l’armée argentine («Escuela Superior Técnica del Ejército Argentino», aujourd'hui connue comme «Facultad de Ingeniería del Ejército General de División Nicolás Manuel Savio»). Pendant un certain temps, il travaille à la Compagnie anonyme vénézuélienne des industries militaires (CAVIM),,.

### Carrière civile et politique
Dans l’administration publique, Tellechea a occupé plusieurs postes. D’abord à Emsoven, il s’est ensuite distingué à la direction générale de la coentreprise Metanol de Oriente, Metor S.A., ainsi qu’aux présidences de l’industrie vénézuélien de l’aluminium (Industria Venezolana de Aluminio-CVG Venalum), de Petroquímica de Venezuela (Pequiven) et de Petróleos de Venezuela (PDVSA). Parmi ses actions, on peut citer la nomination d’une nouvelle direction à la filiale Monómeros Colombo-Venezolanos S.A. basée à Barranquilla, Colombie,,,,,.
Il est nommé président de PDVSA, en remplacement  d'Asdrúbal Chávez, le 6 janvier 2023, selon le journal officiel numéro 42 542. Dans le cadre de sa nouvelle fonction, il entreprend un audit général. Le 21 mars 2023, est désigné nouveau ministre du Pétrole (Ministerio del Poder Popular de Petróleo - « ministère du Pouvoir populaire du Pétrole ») par le gouvernement de Nicolás Maduro poste précédemment occupé par l'homme politique et criminologue Tareck El Aissami. À la suite des accusations de «corruption et de blanchiment d’argent» par son propre personnel, El Aissami lui-même publie sa démission sur son compte Twitter. En tant que nouveau ministre du Pétrole, Tellechea déclare que l’objectif de 2024 de l'industrie pétrolière est celui de produire 2 560 000 barils de pétrole par jour (bpd). Le 31 août 2023, il cesse d’exercer ses fonctions de président de Pequiven et est remplacé par Ninoska La Concha,,,,,,,,,,.
Il est attribué à Tellecha d'avoir relancé l'industrie pétrolière du pays.